# Kosárlabda az 1980. évi nyári olimpiai játékokon
Az 1980. évi nyári olimpiai játékokon a kosárlabdatornákat július 20. és 30. között rendezték.

## Éremtáblázat
(A rendező ország csapata eltérő háttérszínnel, az egyes számoszlopok legmagasabb értéke vagy értékei vastagítással kiemelve.)
| Az 1980. évi nyári olimpiai játékok éremtáblázata kosárlabdában | Az 1980. évi nyári olimpiai játékok éremtáblázata kosárlabdában | Az 1980. évi nyári olimpiai játékok éremtáblázata kosárlabdában | Az 1980. évi nyári olimpiai játékok éremtáblázata kosárlabdában | Az 1980. évi nyári olimpiai játékok éremtáblázata kosárlabdában | Olimpia  |
| --------------------------------------------------------------- | --------------------------------------------------------------- | --------------------------------------------------------------- | --------------------------------------------------------------- | --------------------------------------------------------------- | -------- |
|                                                                 | Ország                                                          | Arany                                                           | Ezüst                                                           | Bronz                                                           | Összesen |
| 1.                                                              | Szovjetunió (URS)                                               | 1                                                               | 0                                                               | 1                                                               | 2        |
| 1.                                                              | Jugoszlávia (YUG)                                               | 1                                                               | 0                                                               | 1                                                               | 2        |
|                                                                 |                                                                 |                                                                 |                                                                 |                                                                 |          |
| 3.                                                              | Olaszország (ITA)                                               | 0                                                               | 1                                                               | 0                                                               | 1        |
| 3.                                                              | Bulgária (BUL)                                                  | 0                                                               | 1                                                               | 0                                                               | 1        |
|                                                                 |                                                                 |                                                                 |                                                                 |                                                                 |          |
| Összesen                                                        | Összesen                                                        | 2                                                               | 2                                                               | 2                                                               | 6        |

## Érmesek

### Férfi torna
| Az 1980. évi nyári olimpiai játékok érmesei férfi kosárlabdában | Az 1980. évi nyári olimpiai játékok érmesei férfi kosárlabdában | Az 1980. évi nyári olimpiai játékok érmesei férfi kosárlabdában | Az 1980. évi nyári olimpiai játékok érmesei férfi kosárlabdában |
| --- | --- | --- | --------------------------------------------------------------- |
| Arany | Ezüst | Bronz |                                                                 |
| Jugoszlávia (YUG) | Olaszország (ITA) | Szovjetunió (URS) |                                                                 |
| Krešimir Ćosić Dražen Dalipagić Mirza Delibašić Željko Jerkov Dragan Kićanović Andro Knego Duje Krstulović Mihovil Nakić Ratko Radovanović Branko Skroče Zoran Slavnić Rajko Žižić | Marco Bonamico Roberto Brunamonti Fabrizio Della Fiori Pietro Generali Enrico Gilardi Pierluigi Marzorati Dino Meneghin Romeo Sacchetti Marco Solfrini Mike Sylvester Renzo Vecchiato Renato Villalta | Szergej Belov Olekszandr Bilosztyinnij Nikoloz Deriugini Sztanyiszlav Jerjomin Sergėjus Jovaiša Andrej Lopatov Valerij Miloszerdov Anatolij Miskin Olekszandr Szalnikov Szergej Tarakanov Volodimir Tkacsenko Vlagyimir Zsigilij |                                                                 |

### Női torna
| Az 1980. évi nyári olimpiai játékok érmesei női kosárlabdában | Az 1980. évi nyári olimpiai játékok érmesei női kosárlabdában | Az 1980. évi nyári olimpiai játékok érmesei női kosárlabdában | Az 1980. évi nyári olimpiai játékok érmesei női kosárlabdában |
| --- | --- | --- | ------------------------------------------------------------- |
| Arany | Ezüst | Bronz |                                                               |
| Szovjetunió (URS) | Bulgária (BUL) | Jugoszlávia (YUG) |                                                               |
| Vida Beselienė Nyelli Ferjabnyikova Taccjana Ivinszkaja Olga Korosztyeljova Tetyana Nadirova Nagyezsda Olhova Tatyjana Ovecskina Ljudmila Rogozsina Angelė Rupšienė Ljubov Sarmaj Uļjana Semjonova Olga Szuharnova | Kraszimira Bogdanova Diana Brajnova Vanya Dermendzsieva Szilvija Germanova Nadka Golcseva Petkana Makaveeva Penka Metodieva Angelina Mihajlova Sznezsana Mihajlova Kosztadinka Radkova Evladija Szlavcseva Penka Sztojanova | Mersada Bećirspahić Mira Bjedov Vesna Despotović Vera Ðurašković Zorica Ðurković Jelica Komnenović Biljana Majstorović Vukica Mitić Sanja Ožegović Sofija Pekić Jasmina Perazić Marija Tonković |                                                               |